# Bula de Aur (Chrysobullos)
Bula de Aur sau Chrysobullos (în latină Bulla Aurea, în greacă Χρυσόβουλλος) este o formă de certificat imperial bizantin emis pentru a conferi privilegii și care avea atașat un sigiliu din aur.
Termenul Chrysobullos derivă din grecescul chrysos (în greacă χρυσός) care înseamnă „aur” și din latinescul bulla, care înseamnă „obiect rotund” și se referă la sigiliul aflat în partea de jos a documentului.

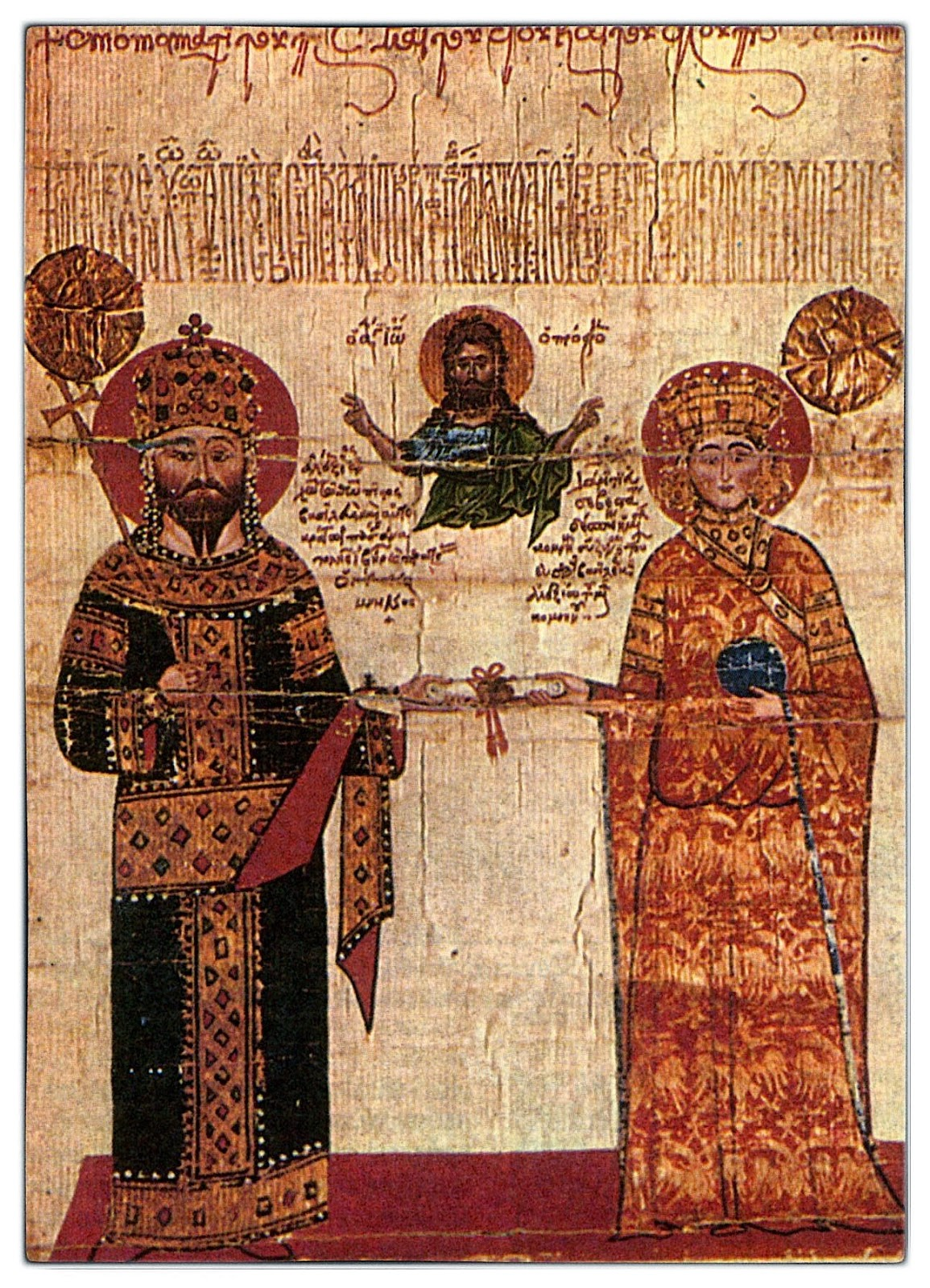
Extras din Bula de Aur emisă de Alexie al III-lea Comnenul pentru Mănăstirea Dionysiou

## Istoria și evoluția
Certificatele cunoscute în vestul Europei sub numele de „Bula de Aur" erau aceleași în Bizanț și se numeau  Chrysobullos Logos. Cel mai vechi astfel de certificat păstrat în original provine din anul 1052 și se află în arhiva Mănăstirii Marea Lavră de pe Muntele Athos. Este posibil ca acest tip de certificat să fi apărut încă de la sfârșitul secolului al IX-lea. Certificatele erau scrise pe coli de hârtie care erau lipite între ele, astfel încât rezultau role de lungime considerabilă (de ex. certificatul din 1057 măsura 3,47 m, iar certificatul din 1060 măsura 7 m, ambele destinate Mănăstirii Marea Lavră).
Inițial protocolul unei Bule de Aur conținea întotdeauna aceleași părți și anume: Invocatio, Intitulatio, Inscriptio, Arenga, Narratio, Dispositio, Sanctio, Eschatokoll (care include data documentului), Legimus și semnătura împăratului  cu cerneală roșie. În Evul Mediu, majoritatea documentelor aveau o formă exactă pentru a asigura credibilitatea și pentru a evita falsificarea lor.
Începând cu secolul al XIII-lea protocolul a fost redus și conținea un Invocatio simbolic sub formă de cruce, Sanctio era omis, iar Arenga adesea lipsea. Legimus era omis din protocolul de încheiere, iar data emiterii era aceeași cu data predării documentului. Începând din secolul al XIV-lea hârtia folosită, făcută din bumbac și mătase, a fost des înlocuită cu pergament.
Chrysobullon Sigillion a fost folosit spre sfârșitul secolului al XI-lea ca formă simplificată pentru acordarea de privilegii de importanță mai mică.

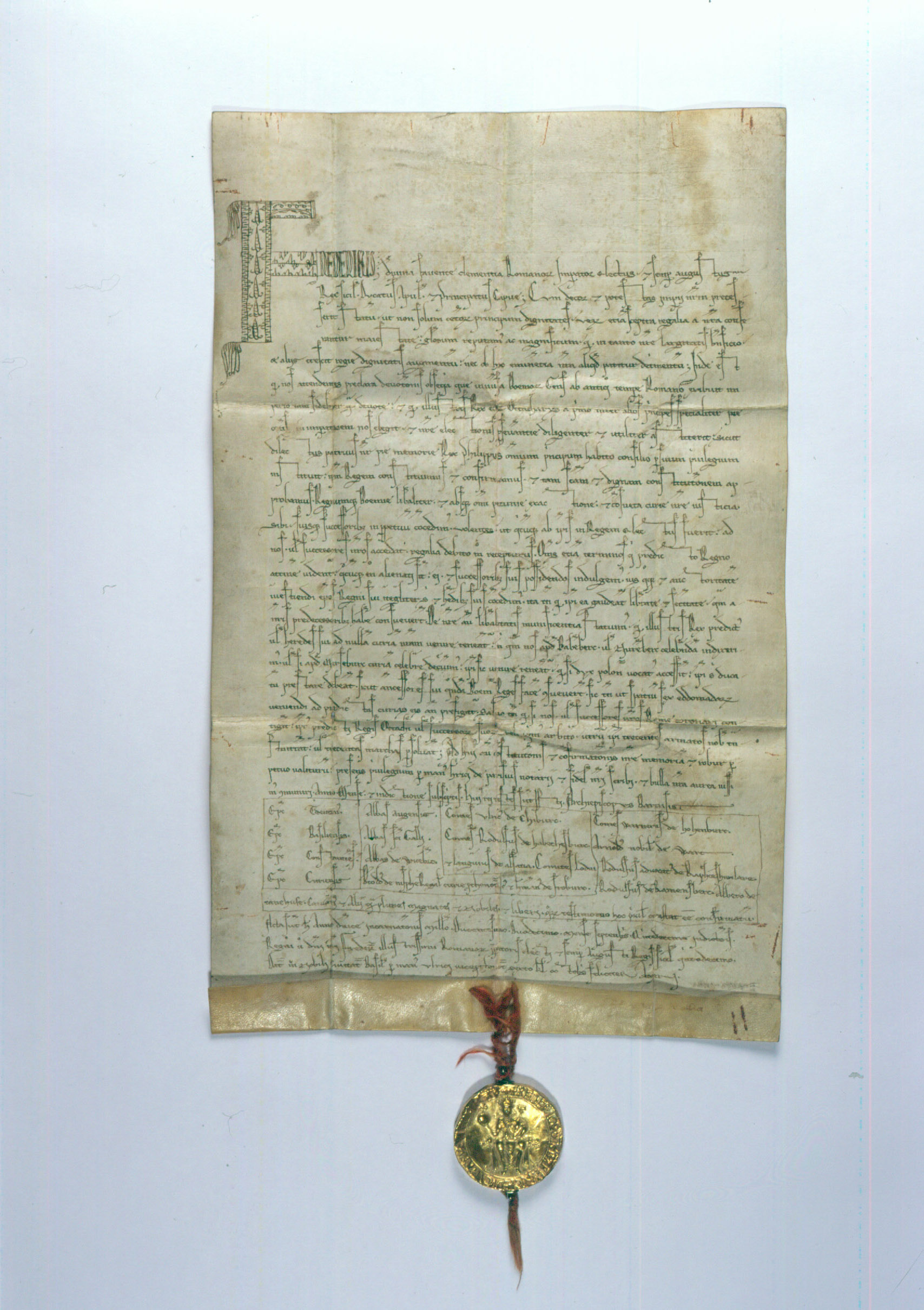
Bula de Aur a Siciliei (1212)

Chrysobullos Horismos a fost o formă și mai simplificată folosită începând din secolul al XIV-lea.
Bula de Aur a fost numele dat certificatelor emise de monarhii din Europa (mai ales de împărații Sfântului Imperiu Roman) în timpul Evului Mediu și al Renașterii.
Timp de aproape 800 de ani aceste certificate au fost emise unilateral, fără a genera obligații de partea celui ce beneficia de privilegiile acordate prin decret. Aceasta s-a dovedit a fi un dezavantaj atunci când bizantinii au dorit să reducă eforturile străinilor de a submina imperiul. Din secolul al XII-lea bizantinii au început să includă în textul decretelor, obligațiile ce le reveneau partenerilor lor de negociere.

## Lista celor mai importante Bule de Aur
- Bula de Aur din 1082, emisă de Alexie I Comnenul pentru acordarea dreptului de a face comerț liber și a scutirii de la plata taxelor în Imperiul bizantin pentru comercianți în schimbul apărării Mării Adriatice împotriva normanzilor.
- Bula de Aur din 1136, emisă de papa Inocențiu al II-lea, numită și Bula de la Gniezno.
- Bula de Aur din Sicilia, emisă în 1212 de Frederic al II-lea al Sfântului Imperiu Roman prin care titlul de Rege al Boemiei a devenit ereditar și care a conferit Regatului Boemiei un statut special în Sfântul Imperiu Roman.
- Bula de Aur din 1213, emisă de Frederic al II-lea al Sfântului Imperiu Roman.
- Bula de Aur din 1213, emisă de papalitate pentru recunoașterea acordului încheiat cu Ioan al Angliei.

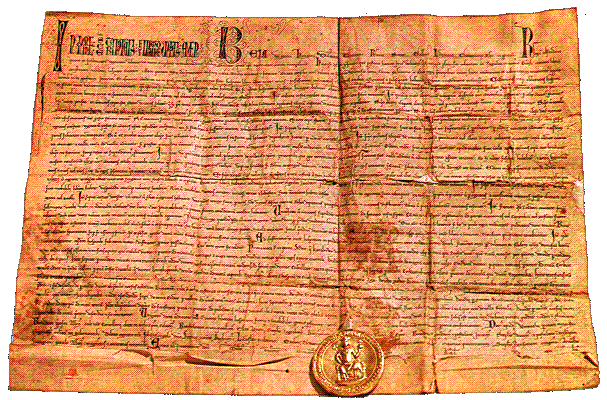
Bula de Aur din 1242 emisӑ de Bela al IV-lea

- Bula de Aur din 1214, emisă de Frederic al II-lea al Sfântului Imperiu Roman pentru cedarea teritoriilor situate la nord de râurile Elba și Elde către regele Valdemar al II-lea al Danemarcei.
- Bula de Aur de la Berna, presupusă ca fiind emisă în 1218 de Frederic al II-lea al Sfântului Imperiu Roman, dar astăzi este considerată a fi un fals.
- Bula de Aur din 1222, emisă de regele  Andrei al II-lea al Ungariei pentru confirmarea drepturilor nobilimii (fiind o confirmare forțată, similară modului în care Ioan al Angliei a fost forțat să semneze Magna Carta)
- Bula de Aur din 1224 (în germană Goldener Freibrief) emisă de Andrei al II-lea al Ungariei pentru acordarea anumitor drepturi saxonilor din Transilvania.
- Bula de Aur de la Rimini, emisă în 1226 de Frederic al II-lea al Sfântului Imperiu Roman pentru confirmarea privilegiilor asupra teritoriilor cucerite și achiziționate de Ordinul Cavalerilor Teutoni în Prusia.[4]
- Bula de Aur de la Rieti, emisă în 1234 de papa Grigore al IX-lea care confirmă proprietățile cavalerior teutoni din Prusia și prin care se stabilește obligația acestora de a se supune exclusiv autorității papale.[5]
- Bula de Aur din 1242, emisă de Béla al IV-lea al Ungariei pentru a proclama drepturile locuitorilor din Gradec și Samobor (ambele în Croația), în timpul Marii invazii mongole.
- Bula de Aur din 1267, emisă de Béla al IV-lea al Ungariei.
- Bula de Aur din 1348, emisă de Carol I al Boemiei (ulterior Carol al IV-lea al Sfântului Imperiu Roman) pentru acordarea privilegiilor și imunității Universității Caroline din Praga (prima universitate de limbă germană și una dintre cele mai vechi universități din lume).
- Bula de Aur din 1356 (una dintre cele mai cunoscute), emisă de Carol al IV-lea al Sfântului Imperiu Roman care a definit structura constituțională a imperiului și care a rămas valabilă mai mult de 400 de ani.
- Bula de Aur din 1702 emisă de Leopold I al Sfântului Imperiu Roman pentru înființarea Academiei Leopoldine (în germană Akademia Leopoldina) în Breslau (astăzi Wrocław), capitala Sileziei (universitatea s-a numit ulterior Universitas Vratislatensis).